# Columba jouyi
Pombo-das-ryukyu (Columba jouyi) é uma espécie de ave da família dos pombos. Era endêmica das ilhas Okinawa, no Japão, e habitava a laurissilva.